# وسام التحرير (فرنسا)

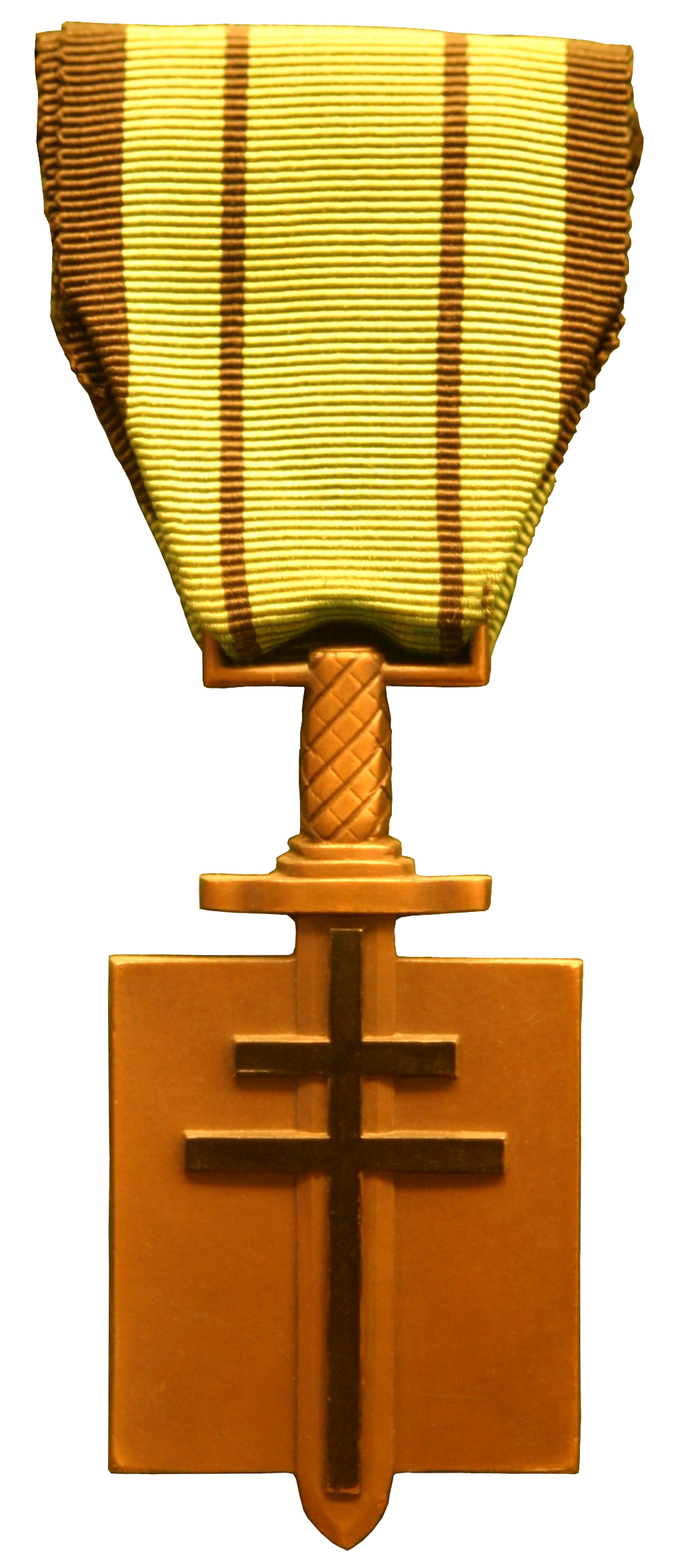
وسام التحرير

وسام التحرير (بالفرنسية: Ordre de la Libération) هو وسام فرنسي استثنائي منح لأبطال تحرير فرنسا من النازي إبان الحرب العالمية الثانية، ويعد الثاني في المرتبة بعد وسام جوقة الشرف، ولم يحصل عليه إلا عدد محدود من الأشخاص والوحدات العسكرية تقديراً لنضالهم خلال الحرب العالمية الثانية. وقد كان هناك وسام آخر ميدالية المقاومة منح لمن قاموا بأعمال أقل قدراً تحت لواء المقاومة الفرنسية.

## تاريخه
أصدر الجنرال شارل ديغول وسام التحرير في 16 نوفمبر 1940 وكان هدفه تكريم الأشخاص أو المجتمعت العسكرية أو المدنية الذين تميزوا في عمليات تحرير فرنسا وإمبراطويتها.
لم يكن هناك معايير مرتبطه بالعمر والجنس ورتبة، أو الأصل أو الجنسية
كان للوسام ترتيب واحد وهو منح الحاصل عليه لقب رفيق التحرير. ولكن الجنرال شارل ديغول مصدره هو الوحيد الحاصل على لقب الكبير "Grand Maître"

## الشارة
يطلق أيضا على الوسام صليب التحرير "Croix de la Libération". وكان درع مستطيل من البرونز مع سيف يحمل صليب اللورين "رمز للقوات الفرنسية الحرة" مع شعار باللاتيني "أخذت الوطن يوم النصر التي يجب مراعاتها" “PATRIAM SERVANDO VICTORIAM TULIT” وعلى الجانب الآخر مكتوب "لحمايه الوطن، هو/هي حققت النصر" “By serving the Fatherland, he/she achieved Victory”. الشريط يحتوى على اللون الأسود دلاله على الحداد واللون الأخضر دلاله على الامل. وهو يرمز لحاله فرنسا غى عام 1940
يمنح الوسام في المناسبات والاحتفالات العسكرية وبنادى على الشخص المعنًى باسمه ولقبه، وأثناء تسليمه الوسام يقال له
"نعترف لكم ورفيقنا من أجل تحرير فرنسا، وعلى شرف النصر" "Nous vous reconnaissons comme notre Compagnon pour la libération de la France dans l’honneur et par la Victoire"

## حاصليه
تم منح 1061 من وسام التحرير مقسمه إلى
- 1038 اشخاص
- 18 وحدات من فرقة الجيش الجوية أو البحرية
- 5 بلدات

### بلدات
1. نانت
2. غرونوبل
3. باريس
4. فاسو ان فيركور
5. إيل دو سين

### الأشخاص
ما بين ال 1038 الحاصلين عليه،65 شخص ماتوا قبل نهاية الحرب 8 مايو 1945، و 260 تم تقديرهم بعد وفاته
أشهر 6 سيدات حصلوا على الوسام:
- برتى ألبريشت (مؤسسه لحركة قتال Combat، وتوفيت في سجن فرين في عام 1943)
- لور ديبولد (عميل اتصال للميثريدتس، وسكرتير لجين مولان)
- ماري هاكن (توفيت في البحر في مهمة في فبراير 1941)
- مارسيل هنري
- سيمون ميشيل ليفي
- إيفيلين مورو أيفرارد (بطلة في الحرب العالمية الأولى، وعميله في شبكه بروتوس وعضوه في مجلس الشورى المؤقت)

إيضا 10% من الحاصلين على الوسام اصغر من 20 سنه في بدايه الحرب، أصغرهم ماثورين هنرى (14 عاما) وقد مات بعد أطلاق النار عليه من قبل الضباط النازيين لرفض الرد على أسئلة عن أماكن وجود المسلحين.
الاجنبيان الحاصلان على الوسام نتيجه لجهودهم ومساعداتهم في تحرير فرنسا
- رئيس الوزراء السابق ونستون تشرشل (1958)
- الملك جورج السادس (1960، بعد وفاته)

### وحدات عسكريه
وحدات عسكريه ككل منحت لقب رفيق للتحرير.
في 18 يونيو 1996، في مونت فاليريان، منحت الوحدات العسكرية 17 صليب الحرية من قبل الرئيس جاك شيراك.

#### الجيش
- الكتيبة رقم 2 مارشي
- الفيلق الثالث عشر الخارجى ديمي-برجادا Demi-Brigade
- كتيبة المشاة البحرية والمحيط الهادئ
- فوج مسيرة تشاد
- فوج المشاة للمستعمرة الثانية
- فوج المدفعية للمستعمرة الأولى
- فوج المدفعية المستعمرة الأولى والثالثه
- الفوج الأول للقائد سباهى ماركوين (7 أغسطس 1945) والعقيد جان ريمي في عام 1944
- فوج 501 لمعركة دبابات

#### البحرية
- الغواصة روبى
- كورفيت البيش
- الفوج الأول مشاة البحرية

#### القوات الجوية
- السرب الأول مقاتلات
- فوج مطارده نورماندي - نيمان
- الفوج الثاني المظليين، صياد الجيش الجوي
- قصف مجموعة لورين
- المجموعة المقاتلة إيل دو فرنسا
- المجموعة المقاتلة الألزاس

## معرض صور

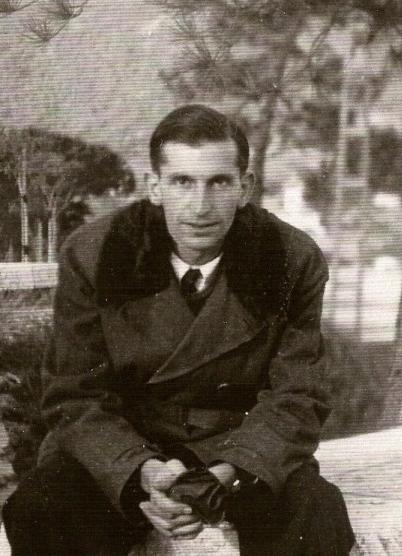
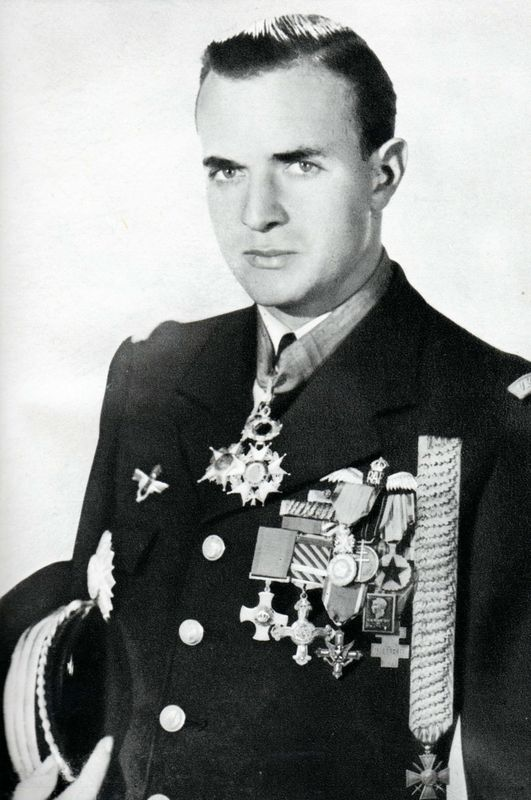
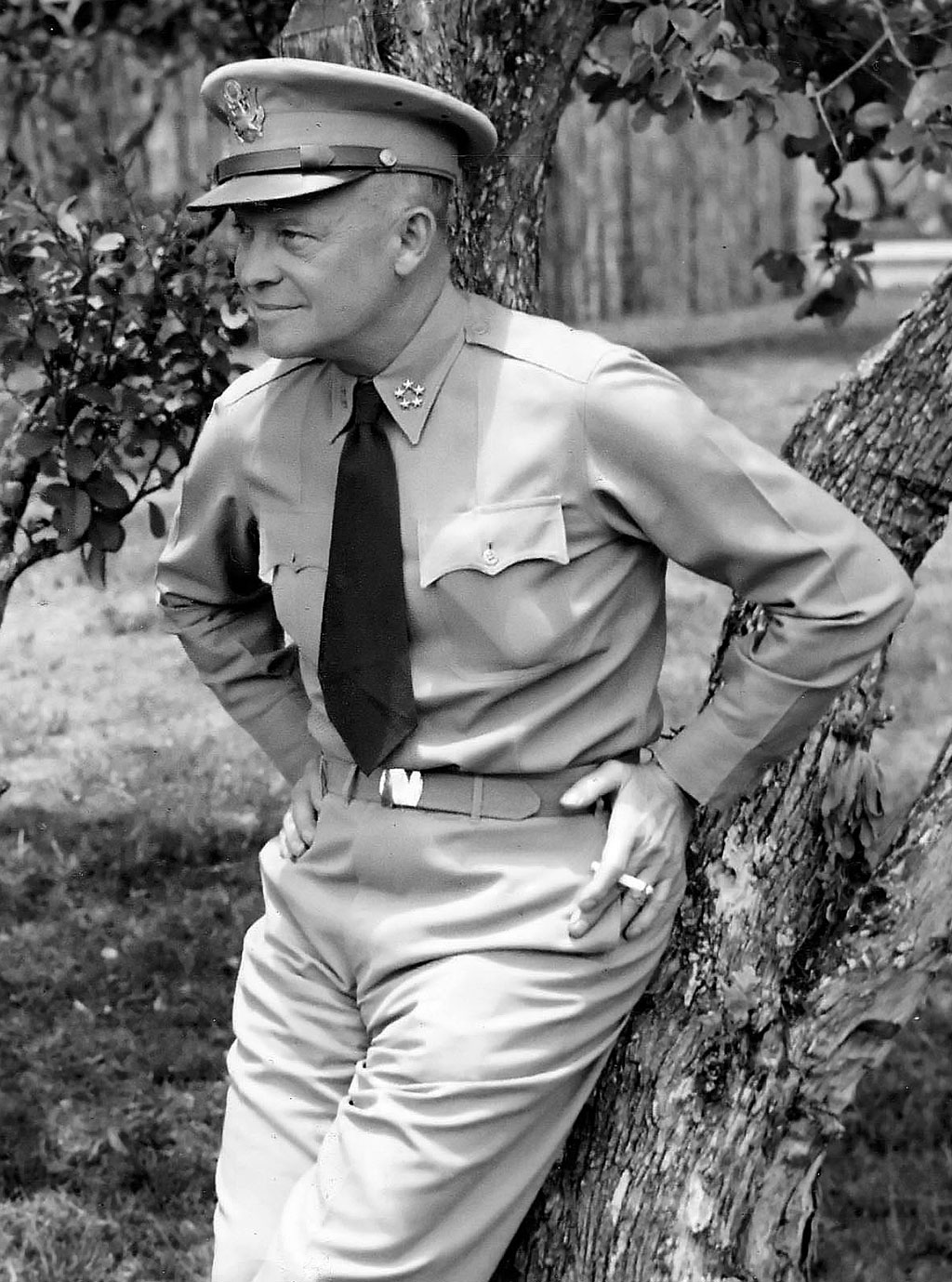